# Tanjung Selor
Pour les articles homonymes, voir Selor.
Tanjung Selor est la capitale de la province indonésienne de Kalimantan du Nord dans l'île de Bornéo. C'est également le chef-lieu du kabupaten de Bulungan dans la province.
La ville est le siège du diocèse de Tanjung Selor, suffragant de l'archidiocèse de Samarinda.
L'aéroport de la ville est désigné par le code AITA TJS.

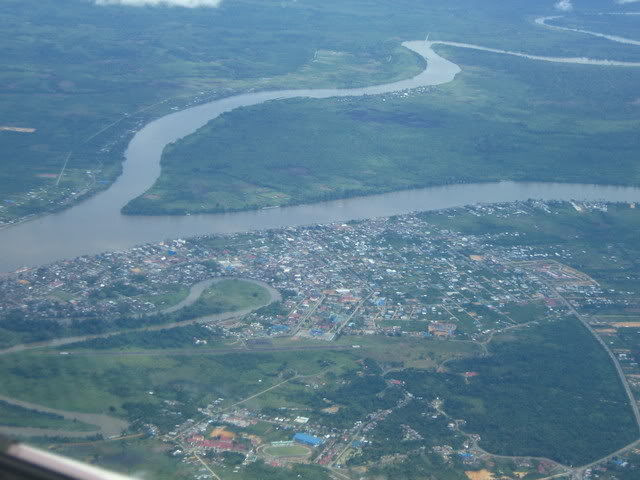
Tanjung Selor vue du ciel.